# حقوق الإنسان في النيجر
وفقًا لدستور جمهورية النيجر لعام 1999، فإن معظم حقوق الإنسان والتي حددها الإعلان العالمي لحقوق الإنسان يجري دعمها وحمايتها. رغم هذه التعهدات، فقد أثيرت مخاوف منظمات حقوق الإنسان المحلية والدولية على حد سواء بشأن سلوك الحكومة والجيش وقوات الشرطة، حول استمرار الممارسات التقليدية التي تتعارض مع دستور 1999. تحت الحكم الاستعماري الفرنسي (1900-1960) ومن الاستقلال حتى عام 1992، كان لمواطني النيجر القليل من الحقوق السياسية، وعاشوا تحت سلطة حكومية تعسفية. على الرغم من تحسن الوضع منذ عودة الحكم المدني، لا تزال الانتقادات قائمة على حالة حقوق الإنسان في البلاد.

## دستور 18 يوليو 1999
يضمن دستور 18 يوليو 1999، الوثيقة التأسيسية للجمهورية النيجيرية الخامسة وأساس نظامها القانوني العديد من الحقوق لكل مواطن في النيجر. تشمل هذه الحقوق: المساواة أمام القانون، ومعاملة الأفراد بإنصاف، والاقتراع العام، وحرية التعبير، وحرية الدين.
•تنص المادة التاسعة من الباب الأول على:
تُمنح الامتيازات نفسها لكل مواطن نيجيري يتمتع بكامل الحقوق المدنية والسياسية ويستوفي شروط الأهلية على النحو المنصوص عليه في القانون.
•الباب الثاني: حقوق وواجبات الفرد وتشمل:
المادة 23: لكل شخص الحق في حرية الفكر والرأي والتعبير والضمير والدين والعبادة. تضمن الدولة حرية ممارسة العبادة والتعبير عن المعتقدات. تسري هذه الحقوق فيما يتعلق بالنظام العام والطمأنينة الاجتماعية والوحدة الوطنية.

### مكاتب حقوق الإنسان
أنشأ الدستور لجنة وطنية نيجيرية رسمية لحقوق الإنسان والحريات الأساسية للتحقيق في انتهاكات حقوق الإنسان والإبلاغ عنها. ينتخب أعضاؤها من عدة جمعيات حقوقية وهيئات قانونية ومكاتب حكومية. ليس لديها سلطة الاعتقال، لكنها قد تحقق في الانتهاكات إما بمحض إرادتها أو عندما تقدم الضحية بلاغًا. وهي مسؤولة أمام رئيس النيجر.
في أغسطس 2008، أسست الحكومة وسيطا للجمهورية. دور الوسيط هو حل الصعوبات في تطبيق وتفسير القوانين واللوائح. يعين الرئيس الوسيط، وهو سلطة إدارية مستقلة مكلفة بالتحقيق في شكاوى المواطنين ومحاولة إيجاد حلول ودية. لا يملك الوسيط صلاحيات اتخاذ القرار، لكنه يرفع نتائج التحقيقات إلى الرئيس ورئيس الوزراء.

## الاتفاقيات الدولية
النيجر من الدول الموقعة على عدد من الاتفاقيات الدولية لحقوق الإنسان، بما في ذلك الميثاق الأفريقي لحقوق الإنسان والشعوب لعام 1986، والذي تقدم بشأنه تقارير منتظمة إلى اللجنة الأفريقية لحقوق الإنسان والشعوب التابعة للاتحاد الأفريقي. النيجر هي إحدى الدول الأطراف في نظام روما الأساسي للمحكمة الجنائية الدولية.

## التاريخ منذ الاستقلال
يوجد في النيجر أربعة دساتير جمهورية منذ الاستقلال في عام 1960، لكن أربعة من رؤسائهم السبعة كانوا قادة عسكريين، وتولوا السلطة في ثلاثة انقلابات. جرت أول انتخابات رئاسية في عام 1993 (33 عامًا بعد الاستقلال)، وجرت أول انتخابات بلدية فقط في عام 2007. جاء دستور 1999 في أعقاب الانقلاب على الرئيس إبراهيم باري ميناسارا وقتله من قبل زملائه القادة العسكريين. قبل انتفاضة عام 1992 التي أدت إلى انتخابات حرة، لم يكن للنيجيريين رأي يُذكر في حكم بلادهم. في عام 2004، تم انتخاب مامادو تانجا لفترة رئاسية مدتها خمس سنوات في انتخابات اعتبرها المراقبون الدوليون حرة ونزيهة بشكل عام.
بينما يضمن دستور 1999 الحق في حرية التجمع، تفرض الحكومة قيودًا على التجمعات السياسية، خاصة في أوقات الاضطرابات الشعبية. أُعلن عن ثلاث حالات طوارئ شاملة منذ عام 1999، وأكثرها مدة بدأت في أغسطس/ آب 2007 لمديرية أغاديز بأكملها، وجرى تجديدها في نوفمبر/ تشرين الثاني 2007. وتزيل حالات الطوارئ هذه بشكل أساسي جميع حقوق الاحتجاج والتجمع وحرية الحركة. كما تسمح بالاحتجاز دون تهمة أو محاكمة.

### قوات الأمن
تاريخياً، أدى انخراط الجيش في السياسة إلى الاعتقال والاحتجاز التعسفي، وإن كان نادراً، واستخدام القوة المفرطة والتعذيب والقتل خارج نطاق القضاء على أيدي قوات الأمن والشرطة. تاريخيًا، عانى القضاء من السجون الرديئة وظروفها، والاحتجاز المطول قبل المحاكمة، وتدخل السلطة التنفيذية في القضاء. في حين أن كل هذه الأمور قد تحسنت بشكل كبير منذ عودة الحكم المدني. تواصل منظمات حقوق الإنسان الدولية الإبلاغ عن حوادث متفرقة لجميع هذه الانتهاكات. بعد عام 1999، كان هناك تحسن ملحوظ في السيطرة المدنية على قوات الأمن إذ تجادل وزارة الخارجية الأمريكية كل عام منذ عام 2001 بأن الجيش كان تحت السيطرة المدنية.

## المخاوف الحالية
تجد الولايات المتحدة، تماشيًا مع الأمم المتحدة ومنظمة العفو الدولية، باستمرار أن سجل حقوق الإنسان للحكومة بعد عام 1999 ضعيف بشكل عام على الرغم من التحسينات في العديد من المجالات. لا تزال هناك بعض المشاكل الخطيرة؛ مع انتخاب الرئيس تانجا عام 1999 وأعضاء الجمعية الوطنية في انتخابات حرة ونزيهة بشكل عام، مارس المواطنون حقهم في تغيير حكومتهم. منذ عام 2001، شهد كل عام مقتل أو اختفاء أقل من عشرة سجناء بعد أن شوهدوا آخر مرة في حجز ضباط الجيش. قامت الشرطة وأفراد قوات الأمن بضرب الأشخاص وإساءة معاملتهم. قبل بداية تمرد الطوارق عام 2007، كانت الحكومة تحترم بشكل عام الحق في تكوين الجمعيات. ومع ذلك، فإن العديد من المنظمات الإسلامية التي شاركت في العنف أو هددت بالعنف كانت ولا تزال محظورة. كثيرًا ما تقيد الحكومة حرية التنقل.
لا يزال العنف المنزلي والتمييز المجتمعي ضد المرأة يمثلان مشاكل خطيرة. لا يزال تشويه الأعضاء التناسلية الأنثوية مستمراً، على الرغم من جهود الحكومة لمكافحته. هناك تمييز مجتمعي ضد الأشخاص ذوي الإعاقة والأقليات العرقية والدينية. تُحترم حقوق العمال بشكل عام، ومع ذلك، هناك تقارير تفيد بأن شكلًا تقليديًا من العبودية لا يزال يمارس. تحدث عمالة الأطفال، بما في ذلك بغاء الأطفال. وهناك تقارير عن الإتجار بالبشر.